# Bubopsis andromache
Bubopsis andromache là một loài côn trùng trong họ Ascalaphidae thuộc bộ Neuroptera. Loài này được U. Aspöck et al. miêu tả năm 1979.